# パラダイス・ナウ
『パラダイス・ナウ』（英語: Paradise Now、アラビア語: الجنة الآن al-ǧannah al-ʾān）は、ハニ・アブ・アサド監督による2005年のフランス・ドイツ・オランダ・パレスチナ合作映画。自爆テロに向かう二人のパレスチナ人青年を中心にパレスチナ人から見たパレスチナ問題を描く。2005年ベルリン国際映画祭での青い天使賞、ヨーロッパ映画賞脚本部門、2006年のゴールデングローブ賞外国語映画部門など多くの賞でノミネート・受賞し国際的に高い評価をうけた。

## ストーリー
舞台はイスラエル軍に包囲された西岸の町ナブルス。サイードとハーレドは先の見えない現状にいらだちを募らせていた。独立運動の英雄の娘でモロッコからナブルスにやってきたスーハはサイードに心を寄せるが、二人はパレスチナ過激派の自爆攻撃の実行役に選ばれる。スーハは暴力的な闘争に反対しているが、彼女の唱える非暴力的な人権運動はサイードたち下層階級の心を変えるには至らない。自爆攻撃決行の日になり、二人はユダヤ人地域に潜入しようとするが、イスラエル軍に発見されかけ、攻撃は未遂に終わり、サイードは仲間とはぐれてしまう。

## キャスト
- カイス・ナーシェフ（英語版）: サイード（日本語吹き替え：井浦新）
- アリ・スリマン: ハーレド（日本語吹き替え：窪塚洋介）
- ルブナ・アザバル（英語版）: スーハ
- アメル・レヘル: ジャマール
- ヒアム・アッバス: サイードの母
- アシュラフ・バルフム: アブ・カレム

## スタッフ
- 監督：ハニ・アブ・アサド
- 制作：ベロ・ベイアー、アムル・ヘレル、ヘンガメ・パナヒ、ジェラールド・マイナー、ローマン・ポール
- 脚本：ハニ・アブ・アサド、ベロ・ベイアー
- 撮影：アントワーヌ・エベルレ
- 編集：サンダー・ボス